# Горді Іван Якович
Іван Якович Горді (справжнє прізвище Гордієвський, народився 12 листопада 1853 р., Овідіополь, Херсонська губернія — помер після 1925 р., ймовірно в Краснодарі) — російський оперний співак (бас) і вокальний педагог.

## Біографія
Народився в сім'ї священика Якова Герасимовича Гордієвського (1822—1859). У 1866—1874 роках навчався в Одеській гімназії. Пізніше вступив до Петербурзького університету й одночасно навчався співу в Петербурзькій консерваторії (1876-83 роки; клас сольного співу Іван Мельникова, Василя Самуся і Камілло Еверарді).
У 1882—1884 роках Іван Горді став солістом Петербурзького Маріїнського театру (дебютував у партії Мельника — «Русалка» О. С. Даргомижського). У 1884—1885 роках поїхав за державний рахунок до Італії для вдосконалення вокального мистецтва. У 1885 році дебютував в міланському театрі «Манцоні», потім до 1890 року гастролював містами Італії (Флоренція, Неаполь, Болонья) і Франції (Ніцца). Пізніше, до 1903 року, співав на оперних сценах Тифліса (1890—1891, 1896—1897), Києва (сезон 1891—1892), Катеринослава (1892—1893, 1894—1895), Вільно (нині Вільнюс; 1893—1894, 1902), Ярославля (1896). У 1897—1898 виступав у складі Оперного товариства Костянтина Михайлова-Стояна, з яким гастролював у Вітебську, Керчі, Смоленську та інших містах.

## Творчість
Володів добре поставленим голосом, вираженою музикальністю й артистичними даними. Талант співака високо цінував Петро Чайковський.
Перший виконавець партій: Боабділа («Азра» Михайла Іпполітова-Іванова, 1890); У Тифлісі — Отця Земфіри («Алеко» П. Юона, 1897).
Кращі партії: Іван Сусанін («Життя за царя» М. Глінки), Мельник («Русалка» А. Даргомижського), Мефістофель («Фауст» Ш. Гуно), Бертрам («Роберт-Диявол» Дж. Мейербера), Цар Єгипту («Аїда» Дж. Верді).
Інші партії: Кончак («Князь Ігор» Олександра Бородіна), Князь Гудал («Демон» Антона Рубінштейна); Кардинал де Броньї («Жидівка» Ж. Ф. Галеві), Матісен («Іоанн Лейденський» / «Пророк» Дж. Мейербера), Марсель («Гугеноти» Дж. Мейербера), Великий інквізитор («Африканка» Дж. Мейербера).
Партнерами Івана Горді в різні роки були: В. М. Зарудна , П. О. Порай-Кошиць, Я. М. Любін, М. К. Максаков, Ф. А. Ошустович, С. І. Свєтлова, М. Славіка, І. В. Тартаков, О. Енквіст.

## Педагогічна діяльність
З 1903 року Іван Якович Горді вів педагогічну діяльність. У 1907—1918 роках був професором Московської консерваторії, в 1918-25 роках — викладачем Краснодарського музичного училища [Архівовано 23 жовтня 2019 у Wayback Machine.]. Серед його учнів — Ф. П. Вазерський, Сабіна Мурадян-Лисенкова, В. А. Муравйов, І. А. Росляков, Петро Словцов, Віктор Соковнін.